# Evangelisches Vereinshaus (Elberfeld)
Das Evangelische Vereinshaus ist ein Seniorenheim in der Kasinostraße 1 im Stadtteil Elberfeld von Wuppertal und liegt gegenüber vom Kasinogarten. Die ehemalige Veranstaltungsstätte entwickelte sich in den 1920er Jahren zum wichtigsten Versammlungsort rechtsradikaler und völkisch-nationaler Gruppierungen in Wuppertal. In der Zeit des Nationalsozialismus diente das Gebäude als Sitz des Polizeipräsidiums und als lokale Außenstelle der Geheimen Staatspolizei. Nach dem Zweiten Weltkrieg bestand hier einige Jahre das Lichtspielhaus Apollo; seit 1955 wird das Gebäude als Altersheim genutzt.

## Geschichte

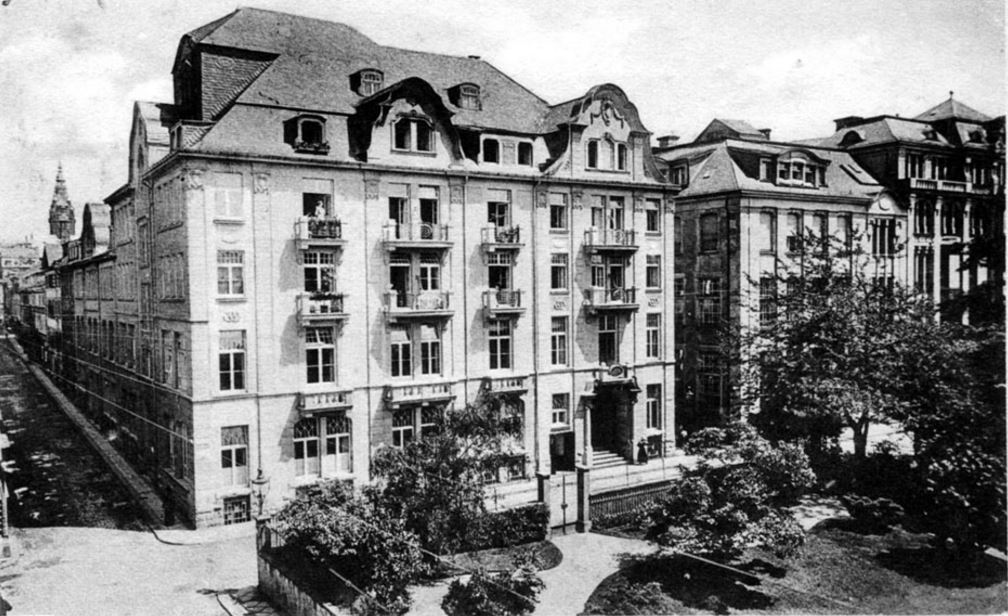
Evangelisches Vereinshaus Elberfeld, vor 1943

Auf dem Gelände der historischen „Reitbahn“, die von 1828 bis 1844 als Theaterspielstätte diente, wurde am 29. August 1860 das erste Evangelische Vereinshaus eingeweiht. Die Einrichtung, von einem Stiftungs-Kuratorium verwaltet, widmete sich neben der Förderung des Gemeindelebens, evangelischer Vereinsaktivitäten und christlicher Geselligkeit hauptsächlich sozialen Zwecken, so der Versorgung und der Betreuung von Wandergesellen, alleinstehenden Frauen, Obdachlosen und armen Menschen unabhängig von ihrer Konfession. Dem Abriss des alten Reitbahngebäudes folgte die Errichtung eines modernen, großzügigen Neubaukomplexes, der im Mai 1912 eingeweiht werden konnte. Das Gebäude beinhaltete eine Herberge, ein Gesellschaftshaus, ein Tagesrestaurant mit Wirtschaft sowie Konferenzräume und mehrere Säle, die von Vereinen und Gesellschaften angemietet werden konnten. In den beiden Obergeschossen befand sich ein Hotel.
Nach dem Ersten Weltkrieg entwickelte sich das Evangelische Vereinshaus in den 1920er Jahren zum wichtigsten Versammlungsort rechtsradikaler, völkisch-nationaler, antisemitischer und demokratiefeindlicher Gruppierungen. Bereits 1922 erfolgte hier die erste Gründung einer NSDAP-Ortsgruppe im Tal der Wupper. In dem Vereinshaus traten neben Adolf Hitler (1922 und 1926) und Joseph Goebbels auch andere führende Aktivisten und Unterstützer der Nationalsozialisten wie Erich Koch, Karl Kaufmann, August von Mackensen und Alfred Hugenberg bei Kundgebungen als Redner auf, unter ausdrücklicher Billigung der Hausherren. Von Ende 1921 bis November 1939 mietete die Staatliche Polizeiverwaltung die oberen beiden Etagen des Gebäudes und richtete dort das Polizeipräsidium Elberfeld-Barmen ein, von dem aus in der Anfangsphase der nationalsozialistischen Herrschaft in Wuppertal Terror gegen Andersdenkende und Ausgegrenzte organisiert wurde. Ab 1933 befand sich hier die lokale Außenstelle der Geheimen Staatspolizei. Ende 1939 beschlagnahmte die Wehrmacht das Gebäude. 1941/42 wurden im großen Vereinshaussaal Güter aus arisiertem Besitz deportierter Wuppertaler Juden öffentlich versteigert. Bei dem Luftangriff auf Elberfeld 1943 wurde das Gebäude beschädigt und zur Nutzung für die Städtischen Werke geräumt. Von 1944 bis 1950 diente der große Saal als Apollo-Lichtspieltheater.

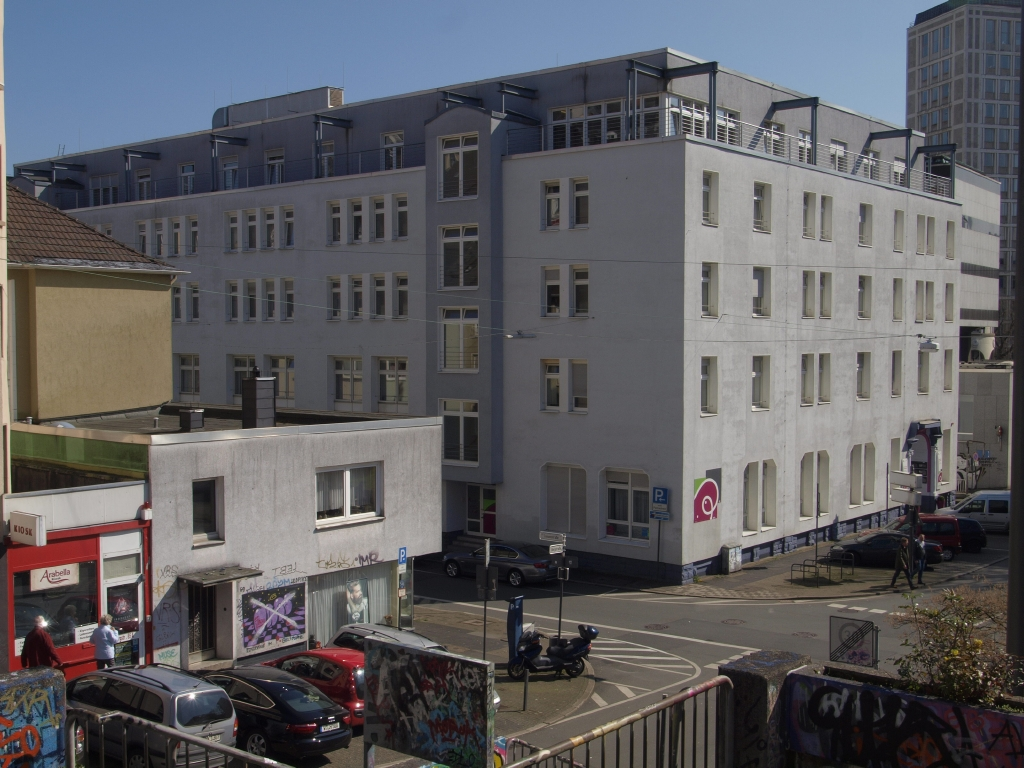
Evangelisches Vereinshaus Elberfeld

Seit 1949 beherbergt das Vereinshaus wieder evangelische Einrichtungen, so das Lutherische und Reformierte Gemeindeamt, die Landeskirchenmusikschule, Bibelkreise und eine Altenspeisung. 1955 wurde das Gebäude in ein Altersheim umgebaut. Nach umfassenden Sanierungsarbeiten konnte hier im April 2006 das moderne Altenheim Kasinostraße der Stiftung „Evangelisches Vereinshaus Elberfeld“ eröffnet werden.
Am Evangelischen Vereinshaus befindet sich seit dem 10. August 2007 eine Gedenktafel, die die Geschichte des Hauses erläutert.